# Brett Emerton
Brett Emerton (* 22. Februar 1979 in Bankstown, Sydney) ist ein ehemaliger australischer Fußballspieler. Er spielte unter anderem bei Feyenoord Rotterdam in den Niederlanden und bei den Blackburn Rovers in der englischen Premier League. Für die australische Fußballnationalmannschaft absolvierte er 95 Länderspiele und nahm an den Fußball-Weltmeisterschaften 2006 und 2010 teil.

## Karriere

### Vereine
Der Mittelfeldspieler begann seine Profikarriere im Jahre 1996 bei Sydney Olympic in der ersten australischen Liga, der National Soccer League. Nach drei Jahren, in denen er in 94 Ligaspielen 16 Tore erzielte, wechselte er zu Beginn der Saison 2000/01 in die niederländische Ehrendivision zu Feyenoord Rotterdam. Hier entwickelte er sich unter Trainer Bert van Marwijk schnell zum Stammspieler und absolvierte in drei Spielzeiten 92 Ligaspiele, in denen er elf Tore erzielte. Mit Feyenoord nahm er zweimal an der Champions-League-Gruppenphase teil und gewann 2002 den UEFA-Pokal. Das Finale gegen Borussia Dortmund im heimischen Stadion De Kuip verpasste er aufgrund einer Gelbsperre. Nach seinen Erfolgen mit Feyenoord wurde er zu Ozeaniens Fußballer des Jahres des Jahres 2002 gewählt.
2003 wechselte er in die englische Premier League zu den Blackburn Rovers, wo sein australischer Landsmann Lucas Neill bereits seit zwei Jahren spielte. Bei den Rovers absolvierte er bis 2011 fast 250 Ligaspiele. Seine Mannschaft hielt sich in dieser Zeit in der ersten Liga und erreichte 2006 durch den sechsten Platz die Qualifikation für den UEFA-Cup. Bei seinem Abschied war Emerton der dienstälteste Profi Blackburns.
Im August 2011 wechselte er zurück in seine Heimat zum A-League-Verein FC Sydney. Für Sydney kam er 57 Mal in der Liga zum Einsatz und traf dabei sechs Mal. Im Januar 2014 gab er aus Verletzungsgründen das Ende seiner Karriere bekannt.

### Nationalmannschaft

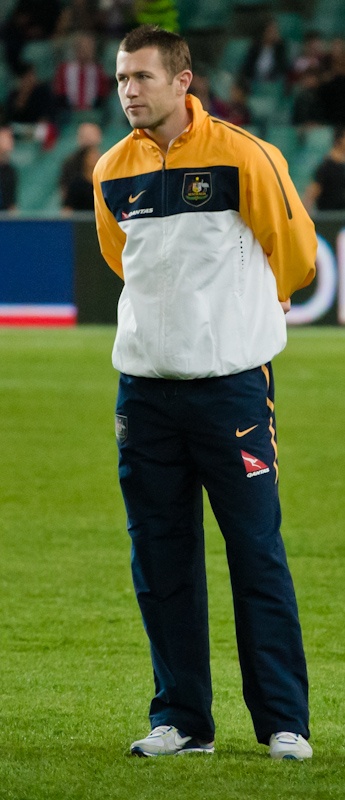
Emerton vor einem Spiel der australischen Nationalmannschaft (2010)

Emerton gewann mit der australischen U-17- und U-20-Nationalmannschaft jeweils die Ozeanienmeisterschaft der entsprechenden Altersklasse. Zudem nahm er an der U-17-Weltmeisterschaft 1995 in Ecuador und den U-20-Weltmeisterschaften 1997 in Malaysia und 1999 in Nigeria teil. Bei den Olympischen Spielen 2000 in Sydney führte er die australische Olympiaauswahl als Kapitän an. Emerton erhielt im zweiten Spiel gegen die nigerianische Mannschaft die rote Karte und Australien schied nach drei Niederlagen in der Vorrunde aus.
Für die australische A-Nationalmannschaft lief Emerton von 1998 bis 2012 95-mal auf und erzielte dabei 20 Tore. 2000 und 2004 wurde er mit Australien Ozeanienmeister.  2005 gehörte er zu der Mannschaft, die Australien durch den Sieg in den Playoffs gegen Uruguay die erste Teilnahme an einer Fußball-Weltmeisterschaft seit 1974 sicherte. Beim Turnier in Deutschland 2006 erreichten die Socceroos erstmals das Achtelfinale einer Weltmeisterschaft. Emerton fehlte jedoch beim Ausscheiden im Achtelfinale gegen die italienische Mannschaft, nachdem er im letzten Gruppenspiel gegen Kroatien kurz vor Spielschluss mit einer gelb-roten Karte vom Platz verwiesen wurde. Vier Jahre später bei der Weltmeisterschaft 2010 in Südafrika stand er erneut in allen drei Gruppenspielen in der Startelf. Australien scheiterte diesmal trotz einer einzigen Niederlage gegen das deutsche Team bereits in der Gruppenphase.
Weiterhin nahm Emerton je an zwei Confed-Cups 2001 und 2005 und zwei Fußball-Asienmeisterschaften 2007 und 2011 teil. Sein letztes Länderspiel bestritt er am 9. Dezember 2012 bei einem 8:0-Sieg gegen Taiwan.

## Nach der aktiven Karriere
Derzeit ist Emerton Nachwuchstrainer bei seinem früheren Verein, den Macarthur Rams aus Campbelltown im Bundesstaat New South Wales.

## Erfolge
Feyenoord Rotterdam
- UEFA-Cup 2002 mit

Nationalmannschaft
- U-17-Ozeanienmeisterschaft 1995
- U-20-Ozeanienmeisterschaft 1997
- Ozeanienmeisterschaft 2000 und 2004

Auszeichnungen
- Ozeaniens Fußballer des Jahres 2002